# Condado de Novellara
O Condado de Novellara e Bagnolo, em italiano Contea di Novellara e Bagnolo, abreviadamente designado por Condado de Novellara, foi criado em 1371 e então absorvido pelos "Estados Estenses" em 1737. Inicialmente constituído como um senhorio soberano, é elevado, em 1501, a condado, sendo governado por um ramo cadete da Família Gonzaga. O seu território compreendia as cidades de Novellara e Bagnolo.

## História

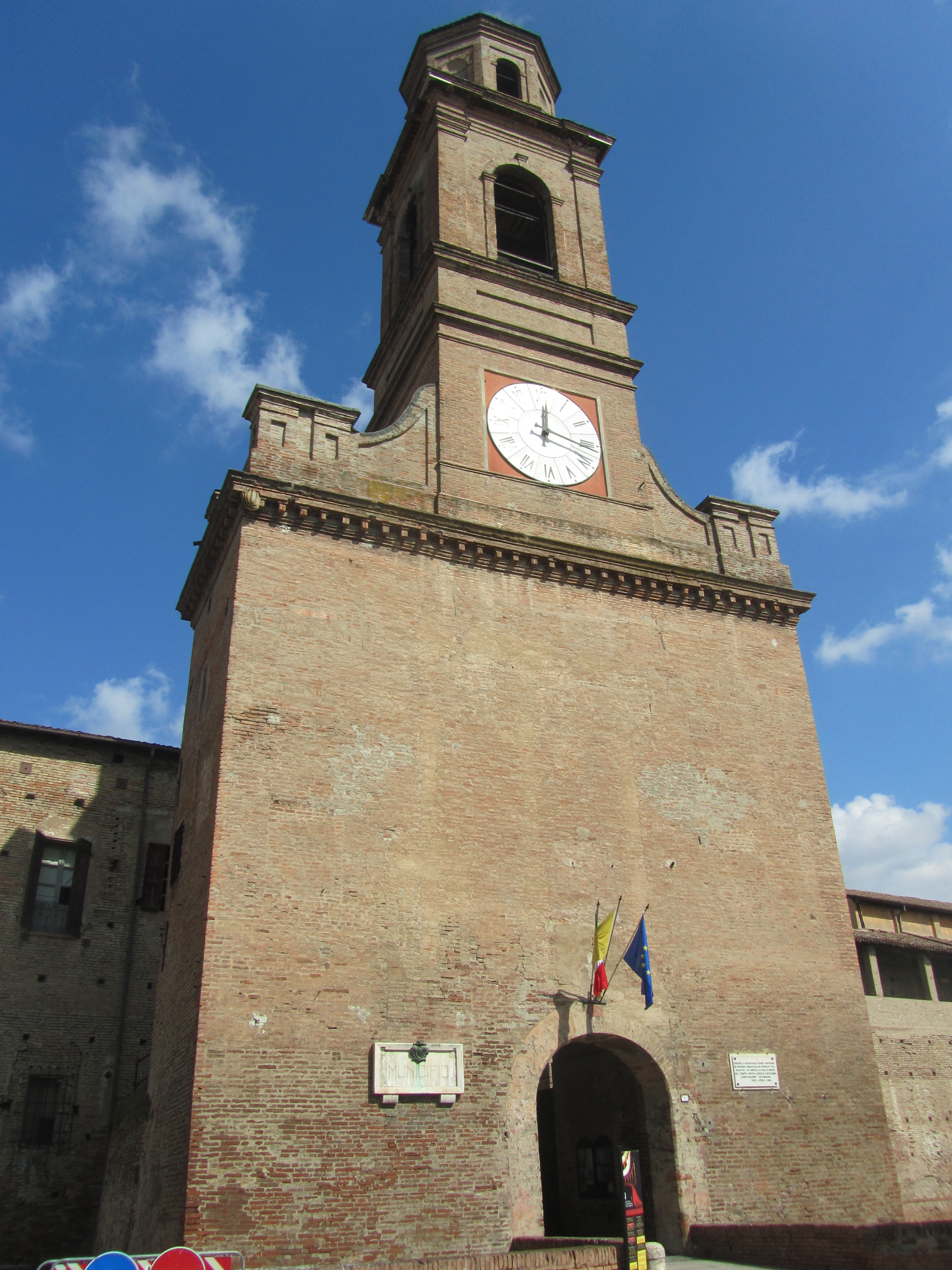
A rocca (rocha) de Novellara

Em 17 de maio de 1371, Feltrino Gonzaga, Senhor de Régio da Emília e chefe da liga anti-Visconti, foi batido por Barnabé Visconti que o obrigou a vender as terras de Régio em troca de 50.000 florins de ouro e do Senhorio de Novellara e Bagnolo. Feltrino morreu em 1374 em Pádua, sucedendo-lhe o seu filho Guido (morto em 1399), o qual inicia a construção de uma fortaleza nos seus estados (a Rocca di Novellara). Mas a escassez de fundos faz com que se fique pelas fundações.
O senhorio tinha importantes receitas graças às alfandegas localizadas quer nas vias de comunicação (quer estradas, quer nos canais do rio Pó) que permitiam as comunicação entre Régio da Emília, Mântua e Veneza. O ramo dos Gonzaga-Novellara presta os seus serviços às tropas imperiais, às tropas francesas e ao exército papal.
Como o princípio da primogenitura não era aplicado nas sucessões Gonzaga da época, nas décadas seguintes surgiram conflitos notáveis entre os sucessores de Feltrino sobre as formas de partilha do governo do senhorio e, durante uns períodos, este foi dividido em dois: Novellara e Bagnolo.
A primeira partilha ocorreu em 1399, após a morte de Guido, entre os seus filhos Jaime e Feltrino II, mas foi logo ultrapassada pela extinção da linhagem familiar deste último, em 1456, quando o governo foi reunificado nas mãos dos dois filhos de Jaime, Francisco I e Jorge, que partilharam o poder pacificamente durante mais de quarenta anos.
A situação acirrou-se na última década de 1400 entre João Pedro, filho de Francisco I, e seus primos, filhos de Jorge. Estes últimos inicialmente reconheceram João Pedro como o chefe da família, mas depois, aproveitando-se da sua ausência e também contra a vontade de um deles, assumiram Bagnolo à força. Para tornar indiscutível o seu direito de governar Novellara, João Pedro pediu em 1501 a transformação do seu pequeno estado num feudo imperial e obteve do imperador Maximiliano I, para si e para os seus descendentes masculinos, a investidura como "conde de Novellara".
Os primos permaneceram em Bagnolo até 1509, quando foram depostos pelas tropas papais que invadiram o território durante a Guerra da Liga de Cambrai. No ano seguinte, João Pedro também recomprou este território por um preço elevado, reunificando-o definitivamente no condado de Novellara e Bagnolo, que permaneceu com os seus descendentes durante mais de dois séculos. 
Foi após a fundação do condado que a Rocca foi transformada em residência nobiliárquica. Os Gonzaga-Novellara foram também grandes mecenas, apoiando, por exemplo, Lelio Orsi (1508/1511 – 1587), um pintor e arquiteto de Novellara.
Com a morte de Filipe Afonso Gonzaga em 12 de outubro de 1728, a dinastia foi extinta na linha masculina, e o imperador Carlos VI de Habsburgo recusou-se a executar o testamento do falecido conde em favor de sua irmã Ricarda, que mesmo assim administrou o feudo na fase de interregno. O contado foi, portanto, considerado um feudo imperial vago até 12 de outubro de 1737, quando o imperador concedeu a investidura ao duque de Módena Reinaldo III de Este em reconhecimento aos serviços prestados durante a Guerra da Sucessão Polaca.
No entanto, nas convenções de casamento entre sua filha Maria Teresa Cybo-Malaspina, duquesa de Massa e Carrara, e o neto de Reinaldo III e futuro duque de Módena sob o nome de Hércules III, estipuladas em 1738, Ricarda conseguiu manter o governo pleno do condado ad personam ao longo de sua vida, sem prejuízo, porém, à soberania definitiva da família Este sobre o feudo. A duquesa Ricarda morreu em Massa em 24 de novembro de 1768 e o condado passou então a fazer parte, para todos os efeitos, dos "Estados Estenses", como foram definidos os domínios emilianos da família Este.

## Território
O Condado de Novellara e Bagnolo era constituído por dois enclaves, Novellara e Bagnolo (o atual Bagnolo in Piano), que distanciavam um do outro cerca de 20 Km. Tinha como limites a norte e a ocidente o Ducado de Guastalla e a leste e sul o Senhorio de Corregio e o Ducado de Módena.

## Lista de soberanos de Novelara e Bagnolo

### Senhores de Novellara e Bagnolo
- Feltrino Gonzaga (1330-1374)
- Guido Gonzaga (mort em 1399)
  - Senhores de Bagnolo (após a divisão do Senhorio em dois)
    - Feltrino II Gonzaga (morto em 1424)
    - Guido Gonzaga (morto em 1456)

  - Senhores de Novellara (após a divisão do Senhorio em dois)
    - Jaime (Giacomo) Gonzaga, senhor apenas de Novellara (morto em 1441)
- Co-senhores de Novellara e, de 1456, também de Bagnolo
  - João Pedro I (Giampietro) Gonzaga (morto em 1455)
  - Francisco I (Francesco I) Gonzaga (morto em 1484)
    - João Pedro II (Giampietro) Gonzaga, de 1501 Conde de Novellara (1469-1515)

  - Jorge (Giorgio) Gonzaga (morto en 1487)
    - Jaime Protonotário (Giacomo Protonotario) Gonzaga, apoia o seu primo João Pedro contra os seus irmãos e nomeia-o seu herdeiro (morto en 1503)[3]
    - Cristoforo Gonzaga, de 1501 a 1509 apenas co-senhor de Bagnolo
    - Marcantónio Gonzaga, de 1501 a 1509 apenas co-senhor de Bagnolo (morto en 1509)
    - Guido Novello Gonzaga, de 1501 a 1509 apenas co-senhor de Bagnolo (morto en 1519 ca)

### Condes de Novellara e Bagnolo
- João Pedro II (Giampietro) Gonzaga, conde de Novellara desde 1501 e, a partir de 1510, também de Bagnolo (1469-1515)
- Alexandre I (Alessandro I) Gonzaga (1496-1530)
- Condes em condomínio, durante muitos anos sob a cuidadosa administração de sua mãe Constância da Correggio (?-1563) e de seu tio Júlio César Gonzaga (1505–1550), Patriarca Latino de Alexandria e também investido como conde:
  - Francisco II (Francesco II) Gonzaga (1519-1577)
  - Camilo I (Camillo I) Gonzaga (1521-1595)
  - Alfonso I Gonzaga (1529-1589)
- Camilo II (Camillo II) Gonzaga (1581-1650) - 1.ª vez: conde em condomínio com o seu tio de 1589, solteiro de 1595 a 1640 (abdicação)
- Alexandre II (Alessandro II) Gonzaga (1611-1644)
- Camilo II (Camillo II) Gonzaga (I581-1650) - 2.ª vez: de 1644 a 1650
- Afonso II (Alfonso II) Gonzaga (1616-1678)
- Camilo III (Camillo III) Gonzaga (1649-1727)
- Filipe Afonso (Filippo Alfonso) Gonzaga (1703-1728)
- Ricarda (Ricciarda) Gonzaga (1698-1768), administradora de facto e mais tarde beneficiária vitalícia do condado pela família Este

## Ligações Externas
- Genealogia dos Gonzaga de Novellara (euweb.cz)
- Worldstatesmen.org (Condado de Novellara)